# Pentaneura ponapensis
Pentaneura ponapensis är en tvåvingeart som först beskrevs av Tokunaga 1964.  Pentaneura ponapensis ingår i släktet Pentaneura och familjen fjädermyggor. Inga underarter finns listade i Catalogue of Life.